# Camille de Borman
Camille Théodore Frédéric Marie baron de Borman (Rullingen, 2 april 1837 - Schalkhoven, 8 december 1922) was een Belgisch historicus en politicus.

## Biografie

### Familie
Camille de Borman was een telg uit het geslacht de Borman. Hij was een zoon van Théodore de Borman, vrederechter in Borgloon, en Natalie du Vivier. Zijn vader verkreeg in 1857, samen met zijn broer Frédéric, opname in de adelstand met de titel van ridder.
Hij trouwde in 1867 in Kerkom-bij-Sint-Truiden met barones Marie-Louise de Brouckmans (1841-1906). Ze kregen drie dochters en drie zoons, met een talrijk nageslacht:
- Marguerite de Borman (1868-1946), gehuwd met baron Paul-Théodore de Schaetzen (1868-1958)
- Marie-Thérèse de Borman (1870-1951)
- Frédéric de Borman (1871-1952), gehuwd met Gabrielle Ulens (1876-1912) en acht kinderen
- Julienne de Borman (1872-1969), gehuwd met jonkheer Egon Bosch van Drakestein (1862-1915)
- Louis de Borman (1873-1953), gehuwd met Juliette Lambrechts (1877-1968) en zes kinderen
- Charles de Borman (1876-1959), gehuwd met barones Jeanne Forgeur (1882-1975), kleindochter van Joseph Forgeur, en drie kinderen

In 1913 verkreeg ridder de Borman de titel baron, overdraagbaar bij eerstgeboorte. Reeds in 1911 werd hij commandeur in de Leopoldsorde.

### Politieke carrière
De familie de Borman was stevig ingeburgerd in Schalkhoven, waar ze een zestiende-eeuws kasteel bewoonde, geërfd van de familie du Vivier. Camille de Borman werd geboren op het kasteel van Rullingen en overleed op het kasteel van Schalkhoven.
Hij studeerde vanaf 1854 aan de Université de Liège, maar vanwege ziekte moest hij zijn studies onderbreken. In 1861 behaalde hij het diploma van doctor in de rechten. Hij was:
- burgemeester van Schalkhoven (1863-1874)
- provincieraadslid van Limburg (1865-1922)
- voorzitter van de provincieraad (1904-1920)
- lid van de bestendige deputatie van Limburg (1874-1921)

### Geschiedkundige carrière
De Borman was vooral historicus en genealoog. Hierdoor kwam hij in heel wat gespecialiseerde middens terecht. Zo was hij:
- corresponderend lid (1858-1922) en voorzitter (1911-1922) van het Limburgs Geschied- en Oudheidkundig Genootschap
- lid van de Koninklijke Commissie voor Monumenten en Landschappen (vanaf 1861)
- lid (1888-1922) en voorzitter (1911-1922) van de Heraldische Raad
- waarnemend lid (1907-1910) en lid (1910-1922) van de Koninklijke Commissie voor Geschiedenis
- lid van de Raad van Adel
- lid van de Koninklijke Academie voor Oudheidkunde van België
- voorzitter van de Wetenschappelijke en Literaire Vereniging van Limburg

Samen met Stanislas Bormans en Xavier de Theux de Meylandt et Montjardin richtte hij in 1863 de Société des Bibliophiles liégeois op. Datzelfde jaar was hij ook medestichter van de Gilde van Sint-Thomas en Sint-Lucas ter verdediging en verspreiding van de christelijke kunst.

## Publicaties
De Borman schreef talrijke artikels in Annuaire de la noblesse de Belgique, Bulletin de l'institut archéologique liégeois, Bulletin de la Société scientifique et littéraire du Limbourg, Messager des sciences historiques de Belgique, Analectes pour servir à l'histoire ecclésiastique de la Belgique, De Navorscher, Archives belges, Le Beffroi, Leodium, L'ancien pays de Looz, De Maasgouw, Indicateur généalogique, héraldique et biographique. 
En verder:
- Les échevins de la Souveraine justice de Liège, 2 vol., Luik, Grandmont-Donders, 1892-1899.
- Le livre des fiefs du comté de Looz sous Jean d'Arckel, Brussel, Hayez, 1875.
- Chronique de l'abbaye de Saint-Trond, 2 dln., Luik, Grandmont-Donders, 1877
- Chronique d'Adrien d'Oudenbosch, Luik, Cormaux, 1902.
- Les origines belges de notre dynastie. Soixante-quinzième anniversaire de l'indépendance nationale, Brussel, Société belge de libraire, 1905.
- Le livre d'or de la famille de Borman, Luik, Cormaux, 1906.
- Le conseil provincial du Limbourg. 1836-1908, Hasselt, Ceysens, 1908.
- Le miroir des nobles de Hesbaye, Brussel, Kiessling et Imbreghts, 1910. (samen met Alphonse Bayot)

Dit laatste werk vormde onderdeel van Oeuvres de Jacques de Hemricourt. Na zijn overlijden werd in 1925 met dank aan Édouard Poncelet het tweede deel uitgegeven.